# Immer an dich geglaubt
Immer an dich geglaubt ist ein Lied der deutschen Liedermacherin Lina Maly aus dem Jahr 2023, in Zusammenarbeit mit der deutschen Singer-Songwriterin Madeline Juno. Das Stück ist die erste Singleauskopplung aus ihrer fünften EP Hush Hush / Hamburg II.

## Entstehung und Artwork
Das Lied wurde von den beiden Interpretinnen Lina Burchert (Lina Maly) und Madeline Juno selbst, zusammen mit den Koautoren Christian Hartung und Felix Hoffmann, geschrieben. Mit Ausnahme von Juno zeichneten alle Autoren auch für die Produktion verantwortlich.
Während Juno hierbei einmalig mit allen Beteiligten zusammengearbeitet hat, arbeitete Lina Maly bereits mit Hartung und Hoffmann bei der Produktion ihrer ersten EP Hush Hush / Hamburg (September 2020) zusammen.
Auf dem Frontcover der Single sind Lina Maly und Juno zu sehen. Sie stehen Kopf-an-Kopf nebeneinander, während Juno mit geschlossenen Augen den Kopf gesenkt hat und Lina Maly den Blick zur Kamera gerichtet hat. Die Fotografie stammt von der in Hamburg wirkenden Fotografin Caren Detje.

## Veröffentlichung und Promotion
Die Erstveröffentlichung von Immer an dich geglaubt erfolgte als Single am 21. April 2023 bei Drei Tulpen Records. Diese erschien als digitaler Einzeltrack zum Download und Streaming. Der Vertrieb erfolgte durch Rootdown Records, verlegt wurde das Lied durch Universal Music Publishing. Am 6. Oktober 2023 erschien das Lied als Teil von Lina Malys fünfter EP Hush Hush / Hamburg II, dessen erste Singleauskopplung es ist.
Erstmals angekündigt wurde die Singleveröffentlichung zu Immer an dich geglaubt von Lina Maly über ihre sozialen Medien am 16. April 2023, indem sie das Coverbild präsentierte und von der Zusammenarbeit mit Juno berichtete. Ein offizielles Musikvideo wurde nicht gedreht, allerdings erschien zwei Tage später ein Visualizer, der unter der Produktion von David Schmelzer entstanden ist.

## Inhalt
| „Ich atme ein, du atmest aus. Und ganz langsam taust du auf. Lass mich rein, ich fang’ dich auf. Das hast du schon lang gebraucht. Aus Tränen werden Spur’n auf deiner Haut. Ich bin so stolz, dass du’s dir grad erlaubst. Du atmest ein, ich atmе auf. Ich hab’ immer an dich geglaubt.“ – Refrain, Originalauszug | Der Liedtext zu Immer an dich geglaubt ist in deutscher Sprache verfasst und stammt von den beiden Interpretinnen selbst. Juno war zugleich, mit Christian Hartung und Felix Hoffmann, für die Komposition zuständig und komponierte die Musik in Cis-Dur mit 185 Schlägen pro Minute. Musikalisch bewegt sich das Lied im Bereich der Popmusik. Inhaltlich handelt es sich bei Immer an dich geglaubt um einen Titel, der sich mit Aufopferung, Freundschaft, Selbstliebe und der Herausforderung, den Glauben an sich selbst nicht zu verlieren, auseinandersetzt. Lina Maly gab an, dass ihr das Stück „wirklich viel“ bedeute und beschrieb es mit folgenden Worten: „Beim Schreiben haben Juno und ich tief gegraben. Wir wollten einen Song schreiben über vermeintlich "immer starke" Menschen, die wie unkaputtbare Felsen in der Brandung stehen und ihr Leben immer mehr anderen widmen. Es ging uns darum, zu sagen: "Hey, du darfst auch mal schwach sein und wenn du loslässt und weinst, ist das das größte Geschenk an mich." Denn das schöne ist, dass diese Rollen, die wir uns zuschreiben (die Starke, die Lustige, die Leise etc.) können auch wieder durchbrochen werden, von uns selbst oder mit Hilfe von anderen. Am Ende steckt doch in uns allen irgendwie mehr als nur eine Variante.“ |

Aufgebaut ist das Lied aus zwei Strophen, einem Refrain und einem Outro. Es beginnt mit der ersten Strophe, die als Vierzeiler geschrieben wurde. Auf diese folgt zunächst der ebenfalls vierzeilige Prechorus, ehe der eigentliche Refrain mit seinen acht Zeilen einsetzt. Der gleiche Aufbau wiederholt sich mit der zweiten Strophe. Allerdings ist bis zum Ende des ersten Refrains nur Lina Maly zu hören, während fortan nur Juno zu hören ist. Der zweite Refrain wird in einer verkürzten Version mit fünf Zeilen dargeboten. Der erste Refrain beginnt mit der Zeile „Ich atme ein, du atmest aus“, dieser wurde im zweiten Refrain umgekehrt: „Du atmest ein, ich atme aus“. Nach dem zweiten Refrain setzt ein Instrumental ein, ehe das Lied mit dem gemeinsam interpretierten Outro endet, das lediglich als Zweizeier geschrieben wurde und die beiden Refrainzeilen „Du atmest ein, ich atme aus“ und „Ich hab’ immer an dich geglaubt“ aufgreift.

## Mitwirkende
| Liedproduktion - Lina Burchert (Lina Maly): Gesang, Liedtext, Musikproduktion - Christian Hartung: Komposition, Musikproduktion - Felix Hoffmann: Komposition, Musikproduktion - Madeline Juno: Gesang, Komposition, Liedtext | Visualisierung - Caren Detje: Fotografie (Cover) - David Schmelzer: Filmproduktion, Kamera, Realisation (Visualizer) Unternehmen - Drei Tulpen Records: Musiklabel - Rootdown Records: Vertrieb - Universal Music Publishing: Musikverlag |